# Andrea Jacobsen
Andrea Jacobsen (* 9. April 1998 in Reykjavík, Island) ist eine isländische Handballspielerin, die für die isländische Nationalmannschaft aufläuft.

## Karriere

### Im Verein
Andrea Jacobsen spielte anfangs beim isländischen Verein Ungmennafélagið Fjölnir, mit dem sie 2017 in die höchste isländische Liga aufstieg. Im Sommer 2018 wechselte sie zum schwedischen Erstligisten Kristianstad HK. Mit Kristianstad nahm sie am EHF Challenge Cup 2018/19 und an der EHF European League 2021/22 teil. Nachdem ihr damaliger Lebensgefährte Teitur Örn Einarsson im Herbst 2021 vom schwedischen Erstligisten IFK Kristianstad zum deutschen Bundesligisten SG Flensburg-Handewitt gewechselt war, begab sie sich auf die Suche nach einem neuen Verein in der Nähe von Flensburg. Infolgedessen wechselte sie nach der Saison 2021/22 zum dänischen Zweitligisten EH Aalborg. Im Sommer 2023 nahm die Rückraumspielerin ein Vertragsangebot des dänischen Erstligisten Silkeborg-Voel KFUM an. Im Sommer 2024 wechselte sie zum deutschen Bundesligisten HSG Blomberg-Lippe. In der Saison 2024/25 stand sie mit der HSG Blomberg-Lippe im Final Four der EHF European League und stand im Finale um die deutsche Meisterschaft.

### In Auswahlmannschaften
Andrea Jacobsen nahm mit der isländischen Juniorinnennationalmannschaft an der U-20-Weltmeisterschaft 2018 teil, die Island auf dem zehnten Platz abschloss. Sie erzielte im Turnierverlauf 20 Treffer. Sie gehört seit dem Jahr 2017 dem Kader der isländischen A-Nationalmannschaft an. Mit der isländischen A-Nationalmannschaft nahm sie bislang nur an der Weltmeisterschaft 2023 teil und schloss das Turnier auf dem 25. Platz ab. Andrea Jacobsen erzielte im Turnierverlauf sechs Treffer.